# Cinc Sénies
Les Cinc Sénies és un espai agrari periurbà amb una superfície de més de dues-centes hectàrees a la línia costanera del Maresme, entre Mataró i Sant Andreu de Llavaneres. Hi ha diversos tipus de cultius, tant a l'aire lliure com cultius en hivernacle. Fins no fa gaire fins i tot s'hi podien trobar cultius de planta ornamental. Entre els productes més coneguts que s'hi cultiven hi trobem: tomàquet, mongeta del ganxet, carxofa, pèsol de la floreta, patata, ceba, bleda i espinac. El valor més destacat d'aquest espai és el manteniment del seu ús agrari tradicional tot i la proximitat de la ciutat, de la qual està separat, únicament, per una riera. D'altra banda, la proximitat amb la costa fa que sigui un dels pocs espais no urbanitzats de tota la línia de costa al Maresme.

## Protecció de l'espai

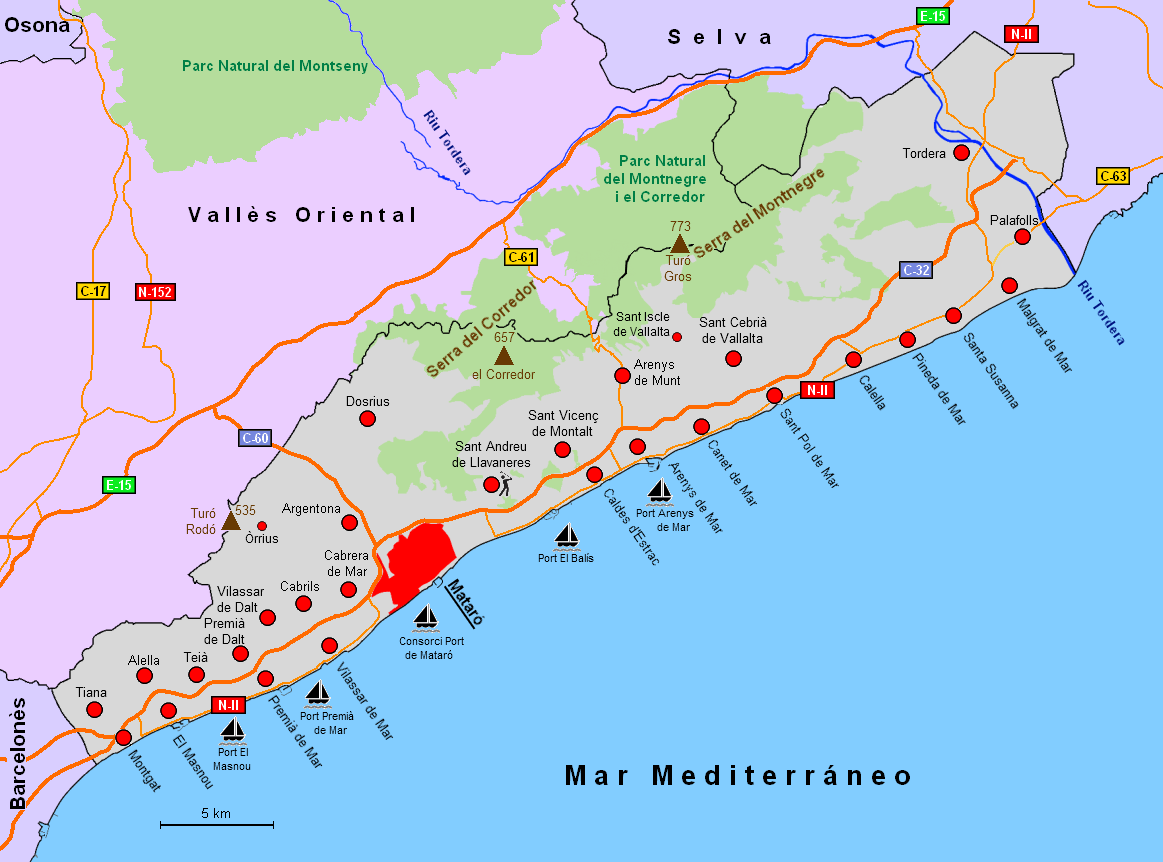
mapa del Maresme on es pot veure l'espai entre Mataró i Sant Andreu de Llavaneres

Com a espai agrari periurbà, les Cinc Sénies posseeix un ric paisatge que depèn en gran manera de la conservació de l'activitat que li ha conferit la seva imatge: l'agricultura. És un dels pocs espais agraris que trobem annexos a grans centres fortament urbanitzats a l'Àrea Metropolitana de Barcelona. Com a equivalents, en destaquen Gallecs, entre diversos municipis del Vallès Oriental i el Vallès Occidental, i el Parc Agrari del Baix Llobregat. Aquests espais agraris periurbans pateixen una forta pressió urbanística arran de la proximitat de la ciutat. Pressió que, a més, ha estat més o menys evident en funció de la legislació vigent en cada moment històric.
Actualment la major part de l'espai està catalogat com a sòl no urbanitzable segons la llei vigent. D'una banda, el "Pla General d'Ordenació de Mataró" (aprovat l'any 1996) atorga a aquest espai la categoria de sòl no urbanitzable i el qualifica com a sòl de desenvolupament agrícola. Aquest és un canvi substancial respecte a l'anterior Pla d'Urbanització (aprovat l'any 1977) que qualificava l'espai de zona urbanitzable.
La qualificació d'espai no urbanitzable va quedar reafirmada en un conveni de col·laboració entre l'Ajuntament i la Unió de Pagesos (1996) amb la finalitat de protegir l'espai agrari. D'altra banda, el "Pla Director Urbanístic del Sistema Costaner" (PDUSC) aprovat l'any 2005, protegeix aquest espai per tal de limitar l'existència d'un únic front urbanitzat al llarg de tot el litoral del Maresme. Ara per ara es resta a l'espera de l'aprovació definitiva del "Pla Especial de Millora rural i de desenvolupament agrícola". Ara bé, tot i la legislació vigent que, com acabem de veure, blinda urbanísticament el territori i recalca els seus valors productius, ambientals, socials i culturals, malauradament presenta un important grau de degradació en algunes de les seves parcel·les que han perdut el seu ús agrari tradicional en favor de funcions d'emmagatzematge de vehicles pesants i runa d'obra.

## Patrimoni
L'espai de les Cinc Sénies és considerat com un element paisatgístic que, durant segles, ha estat alterat i manipulat per l'acció humana. Això ha conformat un paisatge summament interessant on es troben elements patrimonials de gran interès barrejats amb els camps agraris on encara es cultiven productes locals.
- L'aqüeducte de les Cinc Sénies.
- La Torre de Mata o d'Onofre Arnau.
- La mina d'aigua.
- Torrent del Forcat.
- Ermita de Sant Martí de Mata.
- Ermita de Sant Miquel de Mata.